# بحر قریب
بحرِ قَریب در اصطلاح عروضی، به بحر شعری مختلف‌الارکان از ترکیب و تکرار سه رکن «مَفاعیلُن/ مفاعیلن/ فاعِلاتُن» یا زحافات آنها تشکیل شده‌است. این بحر با بحور هزج و مضارع نزدیکی و قرابت دارد. (مفاعیلن/ مفاعیلن/ فاعلاتن: وتد مقرون، دو سبب خفیف/ وتد مقرون، دو سبب خفیف/ سبب خفیف، وتد مقرون، سبب خفیف «°°|°|°|/ °°|°|°|/ °|°°|°| ᴗ – – –/ ᴗ – – –/ – ᴗ – –»)
از بحرهای مختص زبان فارسی است اما شکل سالم آن کاربرد چندانی ندارد. وزن سالمِ کامل آن:
مفاعیلن مفاعیلن فاعلاتن (ل - - -/ ل - - -/ - ل - -): بحر قریب مسدس سالم
اوزان پرکاربرد آن:
- مفاعیلُ مفاعیلُ فاعلن: بحر قریب مسدس مکفوف محذوف

خرد را عجب آید از این نبید / و زان کو به نبیدش دل آرمید (ملک الشعرای بهار)
- مفعولُ مفاعیلُ فاعلاتن: بحر قریب مسدس اخرب مکفوف (سالم عروض و ضرب)

## زحافات
زحافات (تغییرات) مشهور بحر قریب از مفاعیلن: (قَبض - کَفّ - خَرب - خَرم) و از فاعلاتن: (حذف – سلخ) است.
از مفاعیلن:
1. مفاعلن: مقبوض
2. مفاعیلُ: مکفوف
3. مفعولن: اَخرم
4. مفعولُ: اَخرب

از فاعلاتن:
1. فاعلن: محذوف
2. فَع: مسلوخ (مطموس یا مجحوف)

## اوزان
اوزان پرکاربرد بحر قریب:
- مفاعیلن مفاعیلن فاعلاتن: بحر قریب مسدس سالم
- مفاعیلُ مفاعیلُ فاعلن: بحر قریب مسدس مکفوف محذوف*
- مفعولُ مفاعیلُ فاعلاتن: بحر قریب مسدس اخرب مکفوف (سالم عروض و ضرب)*
- مفعولُ مفاعیلُ فاعلن: بحر قریب مسدس اخرب مکفوف محذوف
- مفاعیلُ مفاعیلُ فاعلاتن: بحر قریب مسدس مکفوف
- مفعولُ مفاعلن فع: بحر قریب مسدس اخرب مقبوض مسلوخ
- مفعولن مفعولُ فاعلاتن: بحر قریب مسدس اخرم اخرب